# フォクトレンダーのプレート使用カメラ製品一覧
フォクトレンダーのプレートカメラ製品一覧はフォクトレンダーが製造した、ダゲレオタイプ、写真湿板、写真乾板を使用するカメラの一覧である。

## ダゲレオタイプカメラ

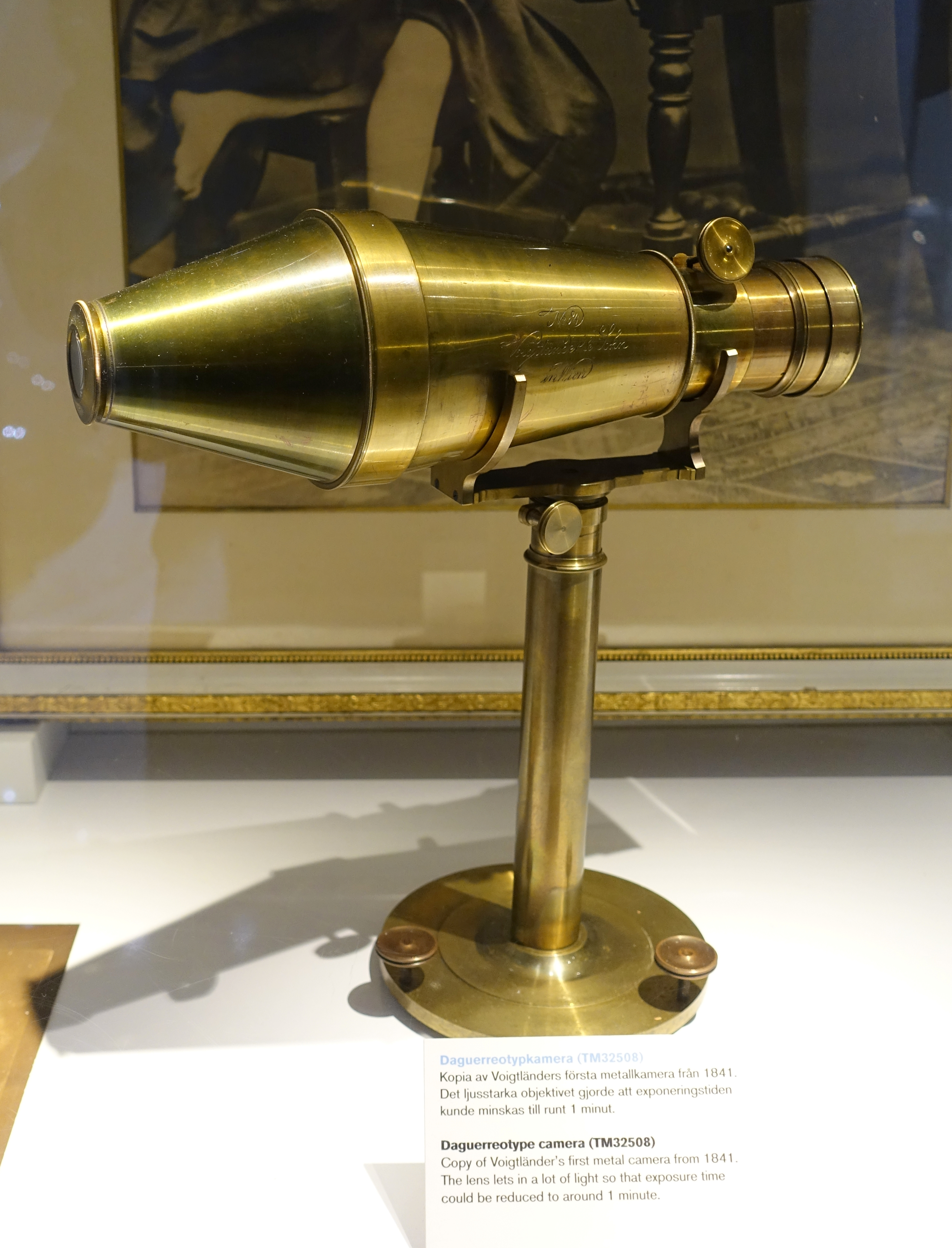
フォクトレンダー肖像写真用ダゲレオタイプ (1841年)

- 肖像写真用ダゲレオタイプ装置（Daguerreotyp-Apparat zum Portraitiren 、1841年発売） - 1839年に世界初のカメラ、ジルー・ダゲレオタイプが発売されたことを受けて企画された。一部は1840年末に完成して配ったともいう[1]が初号機は1841年1月22日に70台制作されたという記録もあるという。レンズはジョセフ・マキシミリアン・ペッツヴァールが1840年に設計し、当時の世界最高速レンズだった3群4枚構成14.9cmF3.7で、科学的計算により設計された最初のレンズとされている。このレンズのお陰で撮影時間はジルー・ダゲレオタイプが晴天野外で20分程も必要としたのに比し日陰でも1.5分から2分と非常に短くて済むようになった。カメラのボディーが総金属製で作られたのも世界初である。画面はφ79mm[2][2]または93mm[3]。シャッターはなく露光はキャップの開閉による。分解して現像液の瓶などとともに木箱に納まるようになっており携帯製にも優れる画期的なものであった。金属製で有名であるが、2号機はウォルナット材で作られている。簡単な構造なので偽物も多く[4]、おそらく判別できないであろうみごとなレベルのものがイタリアなど[3]複数の工房で製造されていたという[4]。
  - 肖像写真用ダゲレオタイプ装置レプリカ（1956年200台限定製造） - 金属製初号機のレプリカが創業200周年を記念して製造され、世界各地のカメラ博物館に贈呈された。

## 写真湿板カメラ
- ライゼカメラタイプA（Reise Kamera Typ A 、1900年） - 旅行用カメラ。

## 写真乾板カメラ

### 乾板組立暗箱
- フォクトレンダービュー（Voigtländer View ） - 13×18cm判[2]。
- フォクトレンダーフィールドI（Voigtländer Field I 、1903年発売[5]） - 13×18cm判、18×24cm判、24×30cm判があった[2]。
- フォクトレンダーフィールドII（Voigtländer Field II 、1903年発売[5]） - フォクトレンダーフィールドIを3段伸ばしに改良した[5]。13×18cm判、18×24cm判、24×30cm判、30×40cm判があった[2]。
- フォクトレンダースタンド（Voigtländer Stand ） - 13×18cm判[2]。

### 乾板フォールディングカメラ
- ヘリアー（Heliar ） - 9×12cm（大手札）判。レンズはコリニア155mmF5.4またはヘリアー180mmF4.5。シャッターはフォーカルプレーン式で前期型1/20-1/1000秒、後期型1/12-1/1000秒[2]。
- アルピン（Alpin 、1905年発売[5]） - 横長タイプの折り畳みカメラ。名称から分かる通り山岳写真を念頭に置いている。レンズは9×12cm（大手札）判の場合ダイナ120mmF4.5、ダイナ120mmF6、コリニア120mmF6.8、クセナー135mmF4.5、コリニア135mmF6.8、ヘリアー150mmF4.5。1909年に追加された10×15cm（ポストカード）判の場合ダイナ150mmF4.5、クセナー150mmF4.5、コリニア150mmF6.8、ヘリアー180mmF4.5[2]。シャッターはボシュロム製オートマチック・シャッター。1906年に改良されたモデルではコリニア12cmF6.3が装着されている場合前群または後群のみを使用すると望遠レンズとなり、それに対応するため蛇腹は3段伸ばしで長く伸びる。日本にも小西六本店（コニカを経て現コニカミノルタ）を代理店として輸入され、また小西六は類似品として1916年にリリーII号を製作するなど日本のカメラ業界にも大きな影響を与えた[6]。
  - アルピンフォーカルプレーン（Alpin Focal Plane ） - シャッターがフォーカルプレーン式1/20-10/1000秒。レンズはヘリアー180mmF4.5。9×12cm（大手札）判[2]。
  - アルピンラピッド（Alpin Rapid ）
- ラディアー（Radiar  、1910年頃発売[5]） - 。普及版のカメラ[5]。当初は9×12cm判で1912年に10×15cm（ポストカード）判が追加された[5]。レンズは10×15cm（ポストカード）判がラディアー150mmF6.8[2]。
- アヴス（Avus 、1913年発売） - 6.5×9cm（大名刺）判、9×12cm（大手札）判がある[7]。ベルクハイルより少し格が落ちる[8]。
- ベルクハイル（Bergheil 、1914年発売[5]） - 当時のフォクトレンダーを代表する高級カメラ。6×4.5cm（アトム）判、6.5×9cm（大名刺）判、9×12cm（大手札）判、10×15cm（ポストカード）判がある。最終型は1931年発売[6]。アメリカや日本ではツーリスト（Tourist ）として販売された。レンズは6.5×9cm（大名刺）判の場合ヘリアー105mmF3.5、ヘリアー105mmF4.5、コリニア105mmF6.3[9]。9×12cm（大手札）判の場合コリニア132mmF6.8[2]、コリニア135mmF6.3[9]、ラディアー135mmF6.3[2]、ユーリースコープ135mmF7.7[2]、ヘリアー135mmF4.5[9]、ヘリアー150mmF4.5[2]。10×15cm（ポストカード）判の場合ラディアー165mmF6.8、コリニア165mmF6.8、ヘリアー210mmF4.5[2]。機能によってA、B、Cの3種があった[5]。レンズはバヨネット交換式になっており、6.5×9cm（大名刺）判の場合3群5枚テレダイナー210mmF6.3、9×12cm（大手札）判の場合テレダイナー255mmF6.3またはテレダイナー290mmF6.3も使えた[9]。
  - ルクスス・ベルクハイル/ベルクハイル・デラックス - 茶革蛇腹、茶革張りボディー、ゴールド仕上げの金具とベルグハイルのトロピカル版。6×4.5（アトム）判、後に6.5×9cm（大名刺）判と9×12cm（大手札）判が追加された[7]。レンズは6×4.5（アトム）判の場合ヘリアー75mmF4.5またはヘリアー80mmF4.5[10]。6.5×9cm（大名刺）判の場合ヘリアー105mmF3.5またはヘリアー105mmF4.5[10]。9×12cm（大手札）判の場合ヘリアー135mmF4.5[10]。またバヨネット交換式になっており、6.5×9cm（大名刺）判の場合ヘリアー10.5cmF3.5に換えてテレダイナー25.5cmF6.3も使えた[11]。
- ヴァグ（VAG 、1925年頃発売[7]） - 6.5×9cm（大名刺）判、9×12cm（大手札）判。アヴスよりさらに格が落ち、この時代のフォクトレンダー製品としては数少ない普及版カメラである[8]。

### 乾板クラップカメラ
- ユニバーサル（Universal ） - 9×12cm（大手札）判。シャッターはフォーカルプレーン式[2]。
- インプルーブド・ユニバーサル（Improved Universal 、1903年発売[5]） - レンズはコリニア120mmF6.8、シャッターはフォーカルプレーン式で1/20-1/1000秒[2]。
- ファヴォリット（Favourite 、1903年発売[5]） - レンズは9×12cm（大手札）判がコリニア120mmF6.8、13×18判がコリニア183mmF6.8。シャッターはフォーカルプレーン式で1/20-1/1000秒[2]。
- メタル・フォールディング（Metal Folding 、1905年発売[5]） - ファヴォリットの後継機でボディーが金属製になったが前板は木製である[5]。9×12cm（大手札）判。レンズはダイナ120mmF6、コリニア120mmF6.8、コリニア140mmF5.4、ダイナ150mmF6。シャッターはセルフキャッピングのフォーカルプレーン式で1/20-1/1000秒[2]。
- メタル・スプリング（Metal Spring 、1909年発売[5]） - レンズはダイナ135mmF6、コリニア135mmF6.8。シャッターはセルフキャッピングのフォーカルプレーン式で1/20-1/1000秒[2]。

### 乾板一眼レフカメラ
- フォクトレンダーレフレックス（Voigtländer Reflex 、1905年発売[2]） - 9×12cm（大手札）判。レンズはヘリアー180mmF4.5[2]。
- シュピーゲルレフレックスカメラ（Spiegel Reflex Kamera 、1905年発売） - 9×12cm（大手札）判。
- ヘリアーレフレックス（Heliar Reflex 、1906年発売[2]） - フォクトレンダーレフレックスを改称したもの[2]。レンズは6.5×9cm（大名刺）判がヘリアー120mmF4.5、9×12cm（大手札）判がヘリアー180mmF4.5、13×18cm判がヘリアー240mmF4.5。シャッターはフォーカルプレーン式で1/20-1/1000秒[2]。
  - メタル・ヘリアーレフレックス（Metal Heliar Reflex 、1912年発売[12]） - ボディーがアルミニウム軽合金製。シャッターはフォーカルプレーン式でT、1/20-1/1000秒[12]。
- ビジュ（Bijou ） - 6×4.5（アトム）判。レンズはヘリアー105mmF4.5。シャッターはフォーカルプレーン式で1/20-1/1000秒[2]。
- ヴィダ（Vida ） - レンズは6.5×9cm（大名刺）判がヘリアー120mmF4.5、9×12cm（大手札）判がヘリアー180mmF4.5、13×18cm判がヘリアー240mmF4.5。シャッターはフォーカルプレーン式で1/20-1/1000秒[2]。

### 乾板ステレオカメラ
三眼ステレオカメラのステレフレクトスコープはフォクトレンダーから独立したフランケ・ハイデッケ（現ローライ）によって類似商品ハイドスコープが製造され、ロールフィルム使用に改装されたローライドスコープを経て世界初の二眼レフカメラローライフレックスのヒントになった。
- ステレオスコーピックアルピン（Stereo-Scopic Alpin 、1909年発売[5]）
- アルピンステレオパノラミック（Alpin Stereo-Panoramic 、1911年発売[5]） - 三眼ステレオカメラ[1]。10×15cmステレオ判[2]。
- ステレオフォトスコープ（Stereophotoskop 、1904年頃発売[13]） - ステレオフォトスコープ（Stereofotoskop ）とはスペルが違うことに注意。三眼ステレオカメラではなく、ファインダーは単なる反射ファインダーであった。45×107mm判で、12枚をチェンジングバックに装填してカメラ本体に取り付けて撮影する。レンズはヘリアーF4.5。
- ステレフレクトスコープ（Stereflektskop  、1914年発売[14]） - 三眼ステレオカメラ。当初は45×107mm判だけだったが後に60×130mm判が追加された[13]。ピント合わせもできる上級機種[13]。
- ステレオフォトスコープ（Stereofotoskop 、1926年頃発売[13]） - ステレオフォトスコープ（Stereophotoskop ）とはスペルが違うことに注意。45×107mm判。レンズはダイナ55mmF5.5[13]。